# نظام انتخاباتی مختلط
نظام‌های انتخاباتی مختلط (به انگلیسی: Mixed-member systems) آن دسته از نظام‌های انتخاباتی هستند که ویژگی‌های نظام‌های اکثریتی و تناسبی را با یکدیگر ترکیب می‌کنند تا از مزایای هر دو بهره‌مند شوند. نظام مختلط بسته به اینکه خصلت‌های کدام‌یک از دو نظام اصلی (اکثریتی یا تناسبی) در آن پررنگ‌تر است، خود به دو نوع تناسبی مختلط و اکثریتی مختلط تقسیم می‌شود، که در اولی ویژگی‌های نظام تناسبی غالب است، و در دومی ویژگی‌های نظام اکثریتی. نظام انتخاباتی بوندستاگ آلمان مثالی از نظام تناسبی مختلط است، و نظام انتخاباتی در هر دو مجلس ژاپن، نمونه‌ای از نظام اکثریتی مختلط.
نظام انتخاباتی مختلط اولین بار در آلمان پس از جنگ جهانی دوم به‌طور اتفاقی ابداع شد. در اواخر سدهٔ بیستم در روندی نسبتاً سریع، تعدادی از دموکراسی‌های قدیمی و نوپا نظیر نیوزیلند، ژاپن، اسکاتلند، ولز، و . . . به نظام انتخاباتی مختلط رو آوردند. هرچند در قرن ۲۱، این روند کند یا احیاناً متوقف شد و حتی برخی از دموکراسی‌های نوپا مانند مجارستان نظام انتخاباتی مختلط را کنار گذاشتند.
مزیت اصلی نظام‌های تناسبی تسهیم عادلانهٔ کرسی‌ها بین احزاب بر مبنای آرای کسب‌شده توسط هر حزب است. در نظام‌های تناسبی، احزاب کوچک امکان بقا و رشد پیدا می‌کنند و صحنهٔ سیاسی کشور معمولاً بین چندین حزب تقسیم می‌شود. دولت حاکم معمولاً از ائتلاف دو یا چند حزب با یکدیگر ایجاد می‌شود. دولت‌های ائتلافی گاه ممکن است شکننده باشند و فضای سیاسی کشور را بی‌ثبات کنند. از آن طرف، مزیت اصلی نظام‌های اکثریتی آن است که کسب اکثریت کرسی‌ها توسط بزرگ‌ترین حزب را تقریباً تضمین می‌کند، حتی اگر آن حزب اکثریت آرای مردمی را به دست نیاورده باشد. نظام‌های اکثریتی معمولاً باعث ایجاد نظام دوحزبی می‌شوند که در آن دو حزب بزرگ بر صحنهٔ سیاسی کشور سیطره می‌یابند و احزاب کوچک، فرصت رشد یا امکان نقش‌آفرینی پیدا نمی‌کنند. احزاب جمهوری‌خواه و دموکرات در آمریکا و احزاب محافظه‌کار و کارگر در بریتانیا نمونه‌هایی از نظام دوحزبی در جهان می‌باشند. در نظام‌های اکثریتی احزاب بزرگ، با حذف احزاب کوچک، «اکثریت ساختگی» ایجاد می‌کنند و غالباً می‌توانند به‌تنهایی و بدون نیاز به ائتلاف، دولت حاکم را تشکیل دهند. 
نظام‌های مختلط برای بهره‌مندی از مزایای نظام‌های اکثریتی و تناسبی (یعنی به‌ترتیب ثبات و عدالت)، انتخابات را دو لایه برگزار می‌کنند. لایهٔ اول که اساسش انتخاب اشخاص (نامزدان) است، اکثریتی می‌باشد و لایهٔ دوم که اساسش لیست‌های حزبی است، تناسبی می‌باشد. اگر این دو لایه مستقل از هم و به موازات یکدیگر باشند، نظام اکثریتی مختلط شکل می‌گیرد که نام دیگرش نظام انتخاباتی موازی است و مثالش نظام انتخاباتی پارلمان ژاپن است. اما اگر لایه‌ها بر هم تأثیر بگذارند و یکدیگر را کنترل کنند، نظام تناسبی مختلط شکل خواهد گرفت که نمونهٔ اعلایش نظام انتخاباتی آلمان است.

## مثال و مقایسه
|                              |                                 | حزب آبی | حزب قرمز | حزب زرد | حزب نارنجی | حزب سبز |
| ---------------------------- | ------------------------------- | ------- | -------- | ------- | ---------- | ------- |
| الف) لایهٔ اکثریتی            | الف) لایهٔ اکثریتی               | ۱۱۶     | ۷۶       | ۶       | ۲          | ۰       |
| ب) لایهٔ تناسبی، لیست حزب (٪) | ب) لایهٔ تناسبی، لیست حزب (٪)    | ۴۳٪     | ۴۰٪      | ۹٪      | ۶٪         | ۲٪      |
| اکثریتی مختلط                | پ) سهم از لایهٔ تناسبی           | ۸۶      | ۸۰       | ۱۸      | ۱۲         | ۴       |
| اکثریتی مختلط                | ت) سهم نهایی (الف + پ)          | ۲۰۲     | ۱۵۶      | ۲۴      | ۱۴         | ۴       |
| تناسبی مختلط                 | ج) سهم نهایی                    | ۱۷۲     | ۱۶۰      | ۳۶      | ۲۴         | ۸       |
| تناسبی مختلط                 | ث) سهم از لایهٔ تناسبی (ج − الف) | ۵۶      | ۸۴       | ۳۰      | ۲۲         | ۸       |

در مثال فرضی زیر، این دو نظام در ساده‌ترین حالت ممکن با هم مقایسه شده‌اند.
فرض کنید پارلمان کشوری ۴۰۰ عضو داشته باشد که ۲۰۰ عضو آن به روش اکثریتی انتخاب شوند و ۲۰۰ عضو دیگر به روش تناسبی. پنج حزب در انتخابات به رقابت می‌پردازند. جدول ۱ نتایج را به روش نظام اکثریتی مختلط محاسبه می‌کند و جدول ۲ به روش نظام تناسبی مختلط.
در روش اکثریتی مختلط تعداد نمایندگان هر حزب در لایه‌های اکثریتی و تناسبی مستقل از هم تعیین می‌شود (ردیف پ با کمک ردیف ب محاسبه می‌شود) و در نهایت با هم جمع می‌شوند تا سهم نهایی هر حزب به دست آید (ردیف‌های الف و پ با هم جمع می‌شوند تا ردیف ت به دست آید) اما در روش تناسبی مختلط ابتدا سهم نهایی هر حزب از روی آرای لیست‌های حزبی تعیین می‌شود (ردیف ج با کمک ردیف ب محاسبه می‌شود) و سپس تعداد نمایندگانی که از روی لیست‌های حزبی وارد پارلمان خواهد شد محاسبه می‌شود (ردیف الف از ردیف چ کسر می‌شود تا ردیف ج به دست آید).
حزب آبی در روش اکثریتی مختلط حائز اکثریت مطلق کرسی‌های پارلمان می‌شود ولی در روش تناسبی مختلط خیر.